# Rossana Rossanda
Rossana Rossanda est une journaliste et une femme politique italienne, née le 23 avril 1924 à Pola (Royaume d'Italie, aujourd'hui en Croatie) et morte le 20 septembre 2020 à Rome.
Résistante puis membre des instances du Parti communiste italien dans les années 1950 et députée dans les années 1960, elle s'écarte de la ligne du parti après avoir fondé la revue mensuelle, devenue quotidien, Il Manifesto.

## Biographie
Rossana Rossanda est née à Pula, capitale de la province italienne du même nom (annexée plus tard à la Croatie yougoslave en 1947), le 23 avril 1924. Elle est la fille de Luigi, notaire de profession, et d'Anita Rossanda, issue d'une famille importante qui possédait à l'époque Fenera et d'autres îles du Carnaro, autrefois irrédentistes d'Istrie et plus tard ruinée par la Grande Dépression.
Elle passe son enfance au Lido de Venise, où elle vit avec sa sœur Marina chez des oncles en 1930-1931. Elle s'installe ensuite avec sa famille à Milan, où entre 1937 et 1940 elle fréquente le lycée classique Alessandro Manzoni, anticipant d'un an son baccalauréat.
Elle s'inscrit ensuite à la Faculté de philosophie de l'Université de Milan, où elle obtient son diplôme en philosophie et histoire de l'art avec mention très bien, et devient l'élève du philosophe italien Antonio Banfi⁣ : c'est lui qui, à l'automne 1943, la met en contact avec le Comité de libération nationale de Côme. Dès lors, elle participe très jeune à la Résistance comme partisane, sous le nom de bataille de « Miranda ». À la fin du conflit, après avoir travaillé pour la maison d'édition Hoepli jusqu'en 1947, elle prend sa carte au Parti communiste italien, où elle est chargée, en 1951, de reprendre en main (et donc d'organiser la reprise des activités) la Casa della Cultura de Milan, au n°3 de via Borgogna,.
En décembre 1962, grâce aussi à sa grande culture, elle est nommée responsable de la commission culturelle du PCI par le secrétaire national de l'époque, Palmiro Togliatti. Rossanda maintient, en effet, un dialogue intense tout au long de sa vie avec certaines des personnalités culturelles et politiques italiennes et internationales les plus importantes de l'époque, telles qu'Anna Maria Ortese (pour laquelle elle a organisé un voyage en Union soviétique), Pier Paolo Pasolini et Carlo Levi (avec qui elle s'est rendue à Prague en 1965), Italo Calvino, Georg Lukács, Milan Kundera, Louis Aragon, Bertolt Brecht, Louis Althusser, Michel Foucault, Jean-Paul Sartre, Simone de Beauvoir et Fidel Castro (qu'elle a rencontré lors d'un voyage à Cuba en 1967 avec, entre autres, Marguerite Duras, Michel Leiris et Giangiacomo Feltrinelli). Elle se présente ainsi également comme une interlocutrice clé du PCI auprès des milieux culturels et intellectuels italiens et internationaux proches de la gauche.
En 1963, elle est élue à la Chambre des députés dans la circonscription de Milan, et déménage donc à Rome au mois de décembre.
Figure de proue de l'aile gauche du PCI, gravitant autour de la figure de Pietro Ingrao et pour cette raison appelée parfois « ingraiana », elle publie en 1968, en plein Mai-juin 1968, un petit essai intitulé L'anno degli studenti. Elle y analyse avec intérêt les revendications que les groupes et collectifs étudiants portaient, en dehors des circuits du PCI. Elle appelle alors à un dialogue entre le parti et l'univers varié de la lutte étudiante, cherchant à éviter des fractures entre la politique officielle et institutionnelle de la gauche et les revendications culturelles de l'époque.
Fortement critique envers le socialisme réel de l'Union soviétique et des pays du bloc de l'Est, elle fonde la revue mensuelle il manifesto avec ses camarades Luigi Pintor, Valentino Parlato et Lucio Magri, dont le premier numéro paraît en juin 1969.
En raison de leur ligne politique de plus en plus divergente de celle dictée par la direction du Comité central, notamment en ce qui concerne la position à adopter face à l'invasion de la Tchécoslovaquie par les pays du Pacte de Varsovie en 1968 (qu'il manifesto condamne très clairement,), le groupe autour de la revue, y compris Rossana Rossanda, est radié du parti — malgré des tentatives de médiation avec le futur secrétaire national Enrico Berlinguer — lors du XIIe Congrès national du parti à Bologne en 1969,,.
Le groupe décide alors de poursuivre avec une ligne politique alternative à celle adoptée par le PCI. La revue devient quotidien à partir du 28 avril 1971, et commence petit à petit à se structurer en une organisation politique. il manifesto se présente alors aux élections politiques de 1972, malgré des résistances internes. En effet, une partie du groupe fondateur (comme Aldo Natoli) juge la participation électorale trop prématurée, et craint que cela ne détourne il manifesto de ses objectifs initiaux, à savoir s'ancrer dans les usines et consolider son réseau de collaborations politiques au sein de la société. Le groupe n'obtient alors que 0,7% des voix.
À partir de 1973, le groupe entame un processus d'unification avec le Parti d'Unité Prolétarienne, donnant ainsi naissance au PdUP pour le Communisme en 1974 (qui à son tour refluera plus tard, après divers événements, dans les rangs du PCI en 1984).
Le 28 mars 1978, alors que le pays est en pleine tourmente à la suite de l'enlèvement d'Aldo Moro par les Brigades rouges, Rossanda publie dans il manifesto un article intitulé « Il discorso sulla dc », qui devint célèbre et déclenche alors un grand débat dans la gauche italienne :

« tous ceux qui ont été communistes dans les années 1950 reconnaissent soudain le nouveau langage des BR. On a l'impression de feuilleter un album de famille: on y retrouve tous les ingrédients qu'on nous a administrés dans les cours sur Staline et Jdanov, d'heureuse mémoire. Le monde, apprenions-nous alors, est divisé en deux. D'un côté il y a l'impérialisme, de l'autre le socialisme. L'impérialisme est l'unique moteur du capital monopolistique international. [...] Qu'il soit vieux ou jeune, le type qui manie la fameuse IBM, son schéma est celui d'un pur vétéran du communisme. Duquel il fait dériver une conclusion qui, en revanche, n'est pas vétéran-communiste: la guérilla. »

— Rossana Rossanda, Il discorso sulla Dc, article publié en première page de il manifesto, le 28 mars 1978
L'article est emblématique d'une réflexion qui continuera à se développer dans les pages du journal sur les origines de la lutte armée en Italie et qui distingue il manifesto d'autres publications ou groupes politiques. Ce dernier en fait un phénomène interne à la gauche radicale, sans toutefois le légitimer ou établir une filiation directe entre le PCI, les mouvements sociaux et le terrorisme.
Quelques jours plus tard, le 1ᵉʳ avril, un article d'Emanuele Macaluso paraît dans les pages de l'Unità (l'organe de presse officiel du PCI) dans lequel il répond : « Je ne sais pas quel album conserve Rossana Rossanda : il est certain qu'il n'y a aucune photo de Togliatti ; il n’y a pas non plus les images de millions de travailleurs et de communistes qui ont vécu les luttes, les difficultés et même les contradictions de ces dernières années. [...] Une telle confusion et une telle déformation de nos positions par les anticommunistes de droite et de gauche sont vraiment impressionnantes. »
Après la scission qui advient à l'automne 1978 entre le PdUP per il comunismo et la rédaction du manifesto, Rossanda décide de quitter la politique active pour se consacrer au journalisme et à la littérature, sans toutefois abandonner le débat politique et la réflexion sur les mouvements sociaux et féministes italiens.
En 2005, avec la maison d'édition Giulio Einaudi Editore, elle publie son autobiographie La ragazza del secolo scorso, arrivant deuxième à l'édition 2006 du Prix Strega avec 150 voix contre 177 pour Caos calmo de Sandro Veronesi.
En 2011, elle accompagne Lucio Magri en Suisse pour un suicide assisté.
Le 26 novembre 2012, elle quitte définitivement le journal en raison de profonds désaccords avec la rédaction, « constatant l'indisponibilité au dialogue » et posant une question : « Nous, à notre petite échelle de ceux qui ne prétendent pas être députés, avons dit que nous étions pour une Europe qui fasse descendre la finance de son piédestal, unifie son système fiscal désorienté, investisse dans une croissance sélective et écologique, non seulement défende mais récupère les droits des travailleurs. Cela ne plaira pas à tout le monde. Mais qui est partant ? »
En 2013, toujours chez la maison d'édition Einaudi, elle publie le recueil d'entretiens Quando si pensava in grande.
Concernant sa vie privée, Rossanda a été mariée à Rodolfo Banfi, fils d'Antonio Banfi et de sa femme Daria Malaguzzi Valeri, dont elle s'est ensuite séparée en 1963. Elle devient plus tard la compagne de K.S. Karol, journaliste et écrivain polonais d'origine juive, naturalisé français, avec qui elle a vécu principalement à Paris.
Elle est décédée le 20 septembre 2020, à l'âge de 96 ans, à Rome, où elle était revenue vivre définitivement après le décès de son compagnon.

## Ouvrages (en italien)
- Note su alcuni aspetti teorici e politici del dibattito sul controllo operaio, 1959
- L'anno degli Studenti 1968
- il marxismo di Mao Tse-tung e la dialettica, 1974 (en collaboration avec Charles Bettelheim)
- Viaggio in Spagna, 1977
- Le altre. Conversazioni sulle parole della politica, 1979
- Un viaggio inutile, (1981)
- Anche per me. Donna, persona, memoria dal 1973 al 1986, 1987
- Appuntamenti di fine secolo, 1995 (en collaboration avec Pietro Ingrao)
- La vita breve. Morte, resurrezione, immortalità, (1996) (en collaboration avec Filippo Gentiloni)
- Note a margine, (1996)
- Brigate rosse. Una storia italiana, en collaboration avec Carla Mosca, entretien avec Mario Moretti (1994, 2002)
- La Ragazza del secolo scorso, 2005
- Quando si pensava in grande (2013)